# Histiotus macrotus
Histiotus macrotus är en fladdermusart som först beskrevs av Eduard Friedrich Poeppig 1835.  Histiotus macrotus ingår i släktet Histiotus och familjen läderlappar. IUCN kategoriserar arten globalt som livskraftig. Inga underarter finns listade i Catalogue of Life.
Arten blir 48 till 70 mm lång (huvud och bål), har en 42 till 55 mm lång svans och 44 till 51,5 mm långa underarmar. Tre exemplar vägde mellan 11 och 13 g. Bakfötterna är 5 till 12 mm långa och öronen 25 till 37 mm stora. Kroppen är på ovansidan täckt av ljusbrun päls och undersidans päls är ljusgrå. Öronen är på framsidan sammanlänkade med en hudremsa.
Denna fladdermus förekommer i Sydamerika från Peru till centrala Chile och västra Argentina. Den lever i olika habitat. Individerna vilar i gruvor och andra håligheter i berg samt ibland i byggnader.
Hos Histiotus macrotus förekommer kolonier med några hundra eller kanske upp till tusen medlemmar. Enligt en iakttagelse från 1990 bildar honor före ungarnas födelse egna flockar. Arten har i motsats till andra släktmedlemmar en längre päls på ovansidan med 11 till 12 mm långa hår på ryggens mitt och mörkare öron. Örats tragus ligger med spetsen framför nosen när örat vikas framåt.